# Dolomiaea platylepis
Dolomiaea platylepis là một loài thực vật có hoa trong họ Cúc. Loài này được (Hand.-Mazz.) C.Shih mô tả khoa học đầu tiên năm 1986.